# راسموس هينينج
راسموس هينينج (بالدنماركية: Rasmus Henning)‏ هو تريثلت دنماركي، ولد في 13 نوفمبر 1975 في كوبنهاغن في الدنمارك.

## وصلات خارجية
- الموقع الرسمي
- راسموس هينينج على موقع اتحاد الترياتلون الدولي (الإنجليزية)
- راسموس هينينج على موقع IAT Triathlon Database (الإنجليزية)
- راسموس هينينج على موقع أوليمبيديا (الإنجليزية)